# Dominique Casagrande
Dominique Casagrande (L'Union, 8 maggio 1971) è un ex calciatore francese, di ruolo portiere.

## Biografia
Di origini italiane, e più precisamente di Fontanelle, in provincia di Treviso, è sposato con l'attrice francese Cécile Siméone.

## Carriera
Ha giocato nel Nantes a partire dal 1994 e si è affermato presto come titolare a guardia della porta dei canarini, con i quali ha vinto il campionato 1994-1995 e nella stagione seguente prese parte alla UEFA Champions League (dove i transalpini furono eliminati in semifinale dalla Juventus, poi vincitrice del trofeo).
Successivamente ha giocato un anno nella Primera División con il Siviglia, prima di fare ritorno in Francia: prima nel Paris Saint-Germain (dove ha vinto un Trofeo dei Campioni), poi nel Saint-Étienne ed infine nel Créteil.

## Palmarès

### Club
- Campionato francese: 1

Nantes: 1994-1995
- Supercoppa francese: 1

PSG: 1998